# Oskar Maria Graf

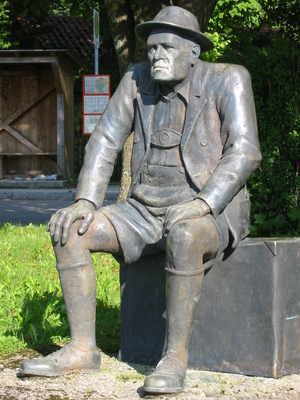
Monument van Oskar Maria Graf in Berg.

Oskar Maria Graf (Berg, 22 juli 1894 - New York, 28 juni 1967) was een Duits schrijver, afkomstig uit de middenklasse. Zijn vader was bakker en zijn moeder kwam uit een familie van boeren. Gedurende de Eerste Wereldoorlog vocht hij aan het front in het Duitse leger, maar werd in 1916 wegens een bevelweigering gevangengezet. Na een tiendaagse hongerstaking liet men hem gaan en werd hij uit het leger ontslagen.
In 1917 trouwde hij met Karoline Bretting. Begin 1918 was hij betrokken bij een staking in een munitiefabriek in München. In het voorjaar van 1919 nam hij deel aan de Beierse Revolutie en werd als volkscommissaris opgenomen in de radenregering van de radenrepubliek Beieren. Na de onderdrukking van de Beierse Revolutie door de vrijkorpsen werd hij gevangengezet, maar in 1920 kwam hij vrij en werd dramaturg van het arbeiderstheater Die neue Bühne. In 1927 schreef hij de autobiografie Wir sind Gefangene, waarin hij zijn leven als onafhankelijke schrijver beschrijft.
In februari 1933 week hij uit naar Oostenrijk vanwege zijn afkeer van de nazi's. In 1934 ging hij naar Tsjecho-Slowakije en nam later deel aan het 'Eerste Uniecongres van Sovjetschrijvers'. Hoewel zijn boeken om de één of andere reden populair waren bij de nazi's weigerde hij naar Duitsland terug te keren. Via Nederland week hij in 1938 uit naar de Verenigde Staten van Amerika waar hij tot zijn dood op 28 juni 1967 bleef.